# János Vaszary

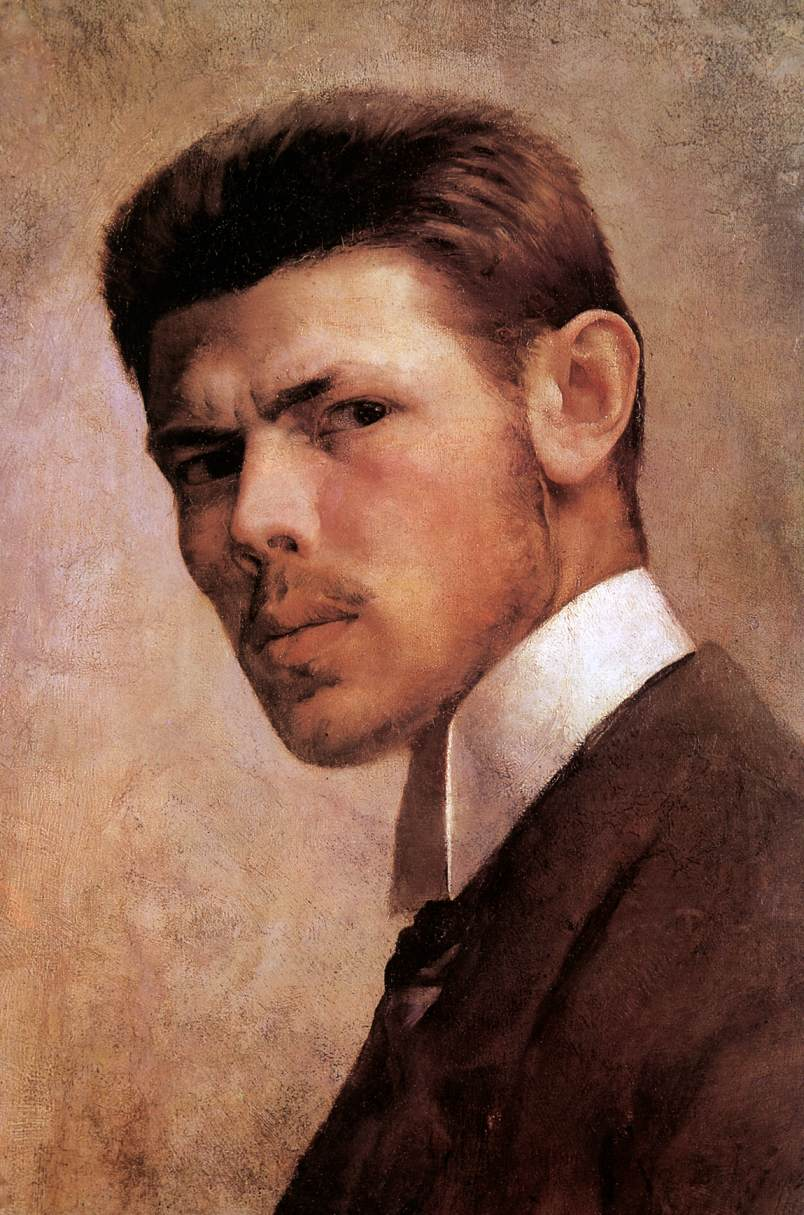
Selbstporträt, Öl auf Leinwand 1887

János Miklós Vaszary (geboren 30. November 1867 in Kaposvár, Österreich-Ungarn; gestorben 19. April 1939 in Budapest) war ein ungarischer Maler und Professor der Malerei.

## Leben
Nach seinen Studien, unter anderem bei Bertalan Székely, in Budapest an der Schule für Malerei, vervollständigte er sein Können in München und an der Académie Julian in Paris. Dort wurde er besonders von Künstlern wie Jules Bastien-Lepage und Puvis de Chavannes beeinflusst. Nach dem Ersten Weltkrieg, in welchem er auch Gemälde von Soldaten malte, war Vaszary von 1910 bis 1932 Kunstprofessor an der Ungarischen Akademie der Bildenden Künste in Budapest und unterstützte dort die Trends der Avantgarde in den darstellenden Künsten.
Einer seiner Schüler war in den Jahren 1920 bis 1926 der ungarische Maler Jenő Barcsay.

## Werk
Vaszarys Werk war manchen stilistischen Veränderungen unterworfen. Seine Bilder zeigten manchmal soziale Aspekte, waren zeitweise von französischen Stilen, durch Fauvismus und Matisse beeinflusst, manchmal sind Dufy und Van Dongen sichtbar. Nach seinem Aufenthalt in Paris malte er Stadtansichten, fand Gefallen am Expressionismus.

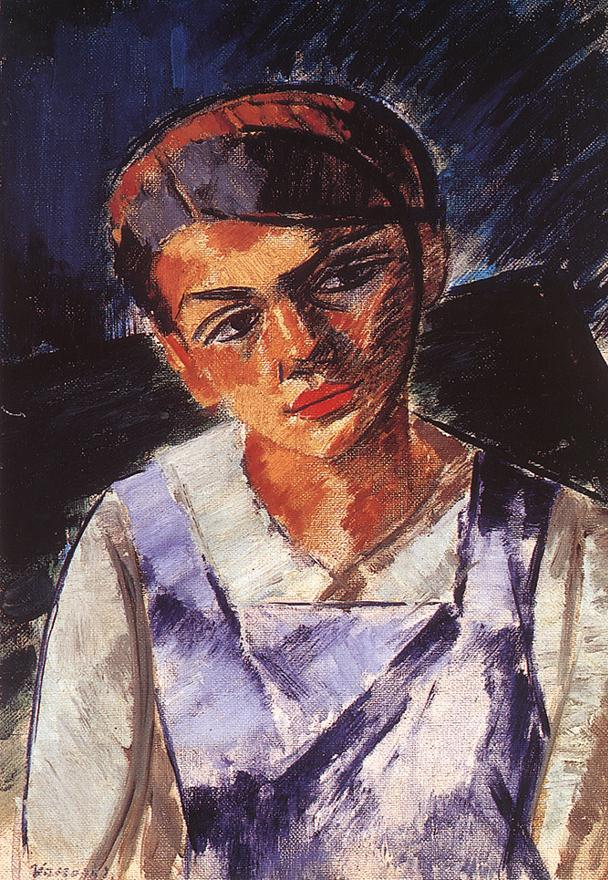
„Mädchen“, Öl auf Leinwand 1887, Privatsammlung
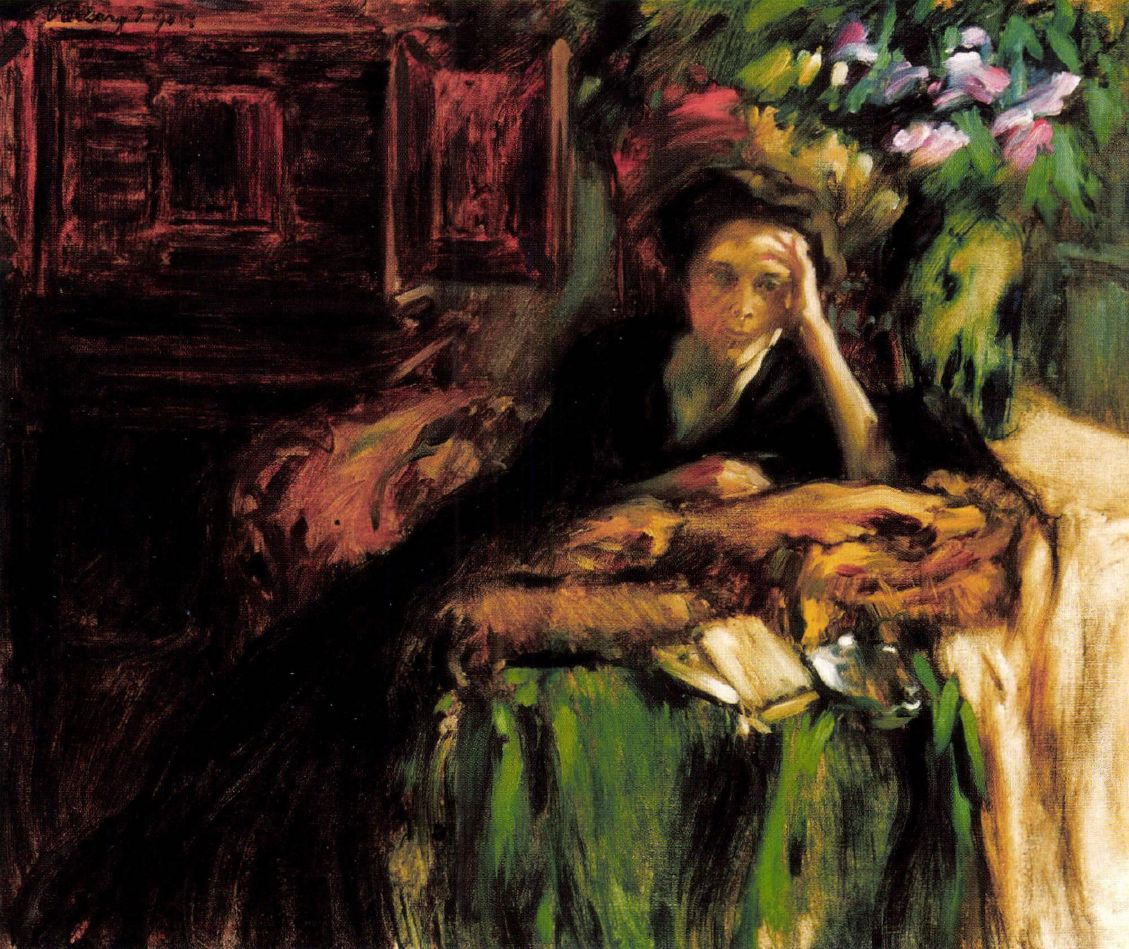
„Porträt von Ilona Andrássy“, Öl auf Leinwand 1905, Privatsammlung
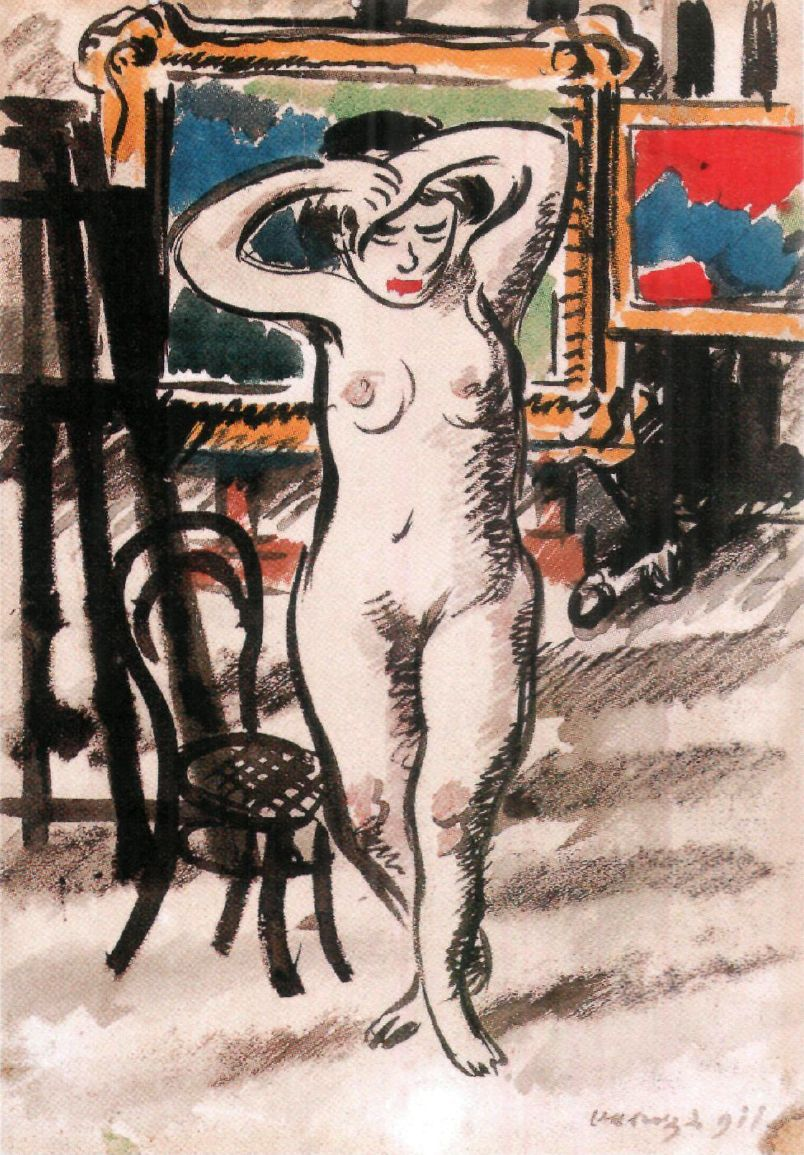
„Akt“, Tinte und Aquarell auf Papier 1911, Bestand Rippl-Rónai Museum Kaposvár
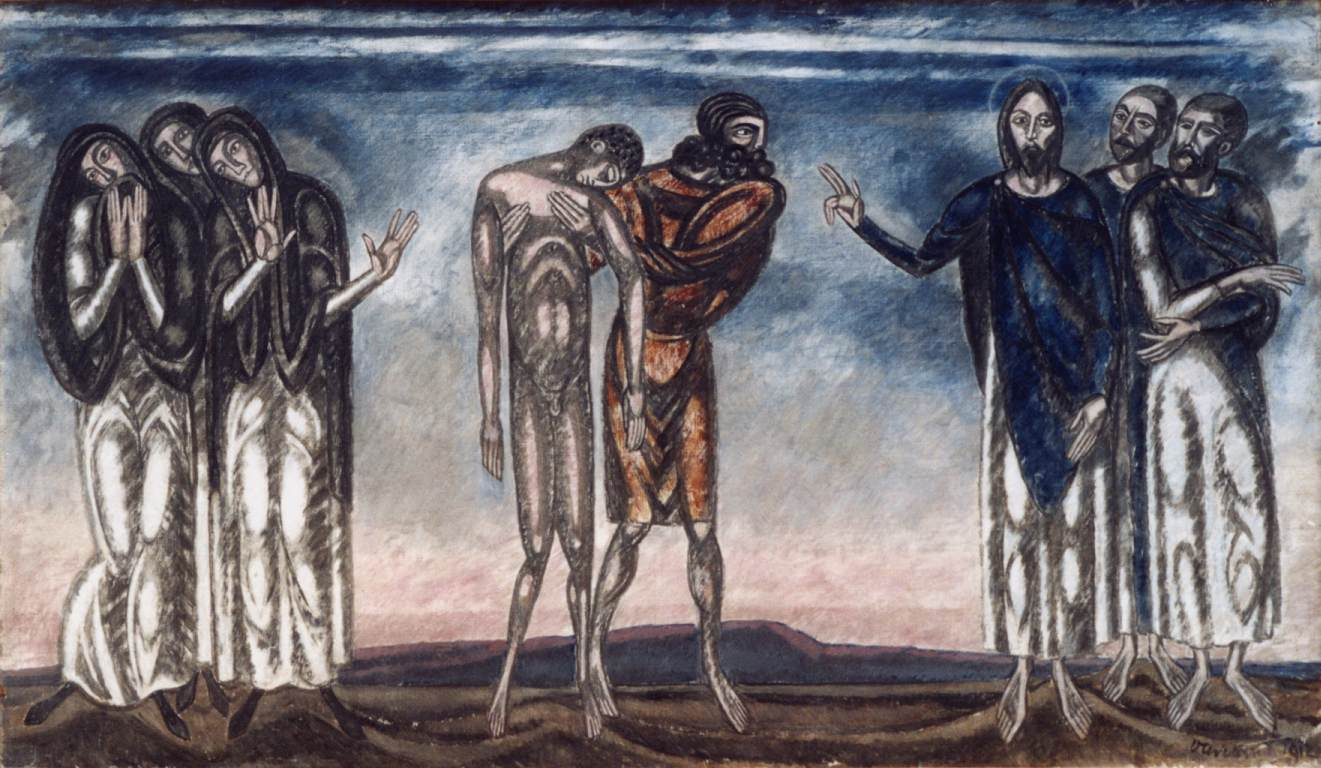
„Auferweckung des Lazarus“, Öl auf Leinwand 1912, Bestand Ungarische Nationalgalerie Budapest
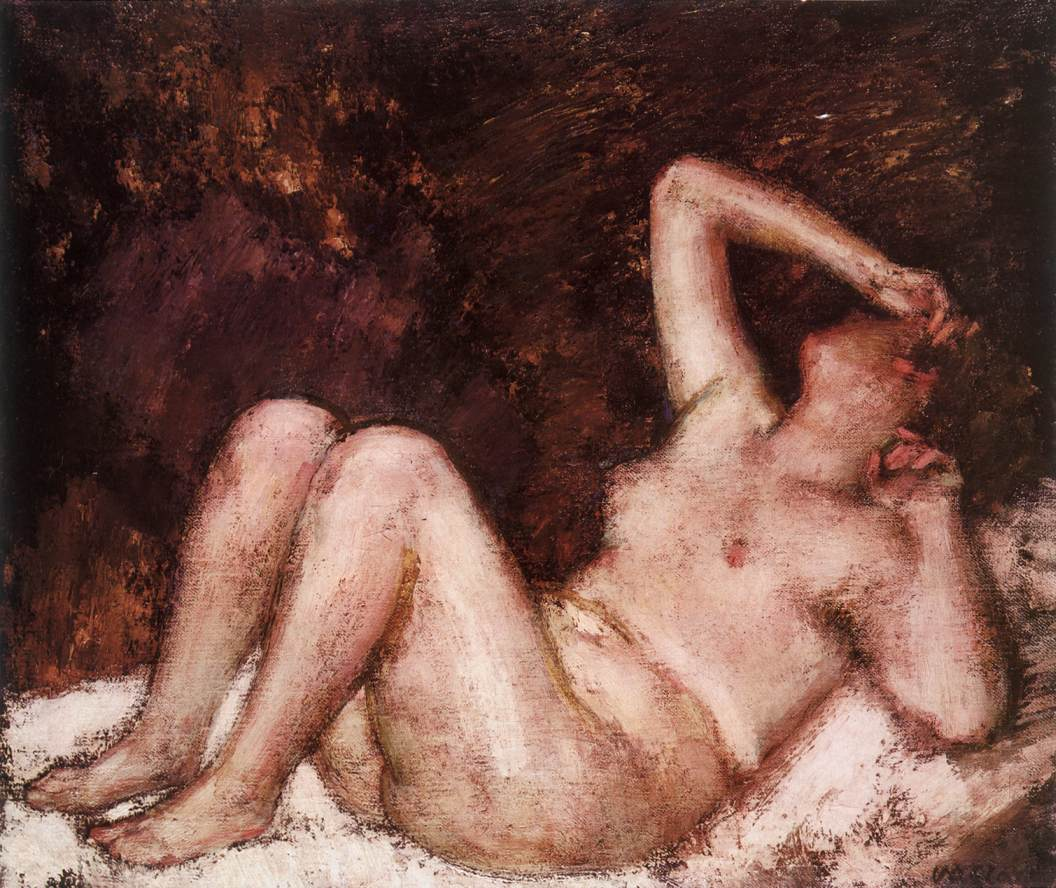
„Erwachen“, Öl auf Leinwand 1921, Bestand Ungarische Nationalgalerie Budapest
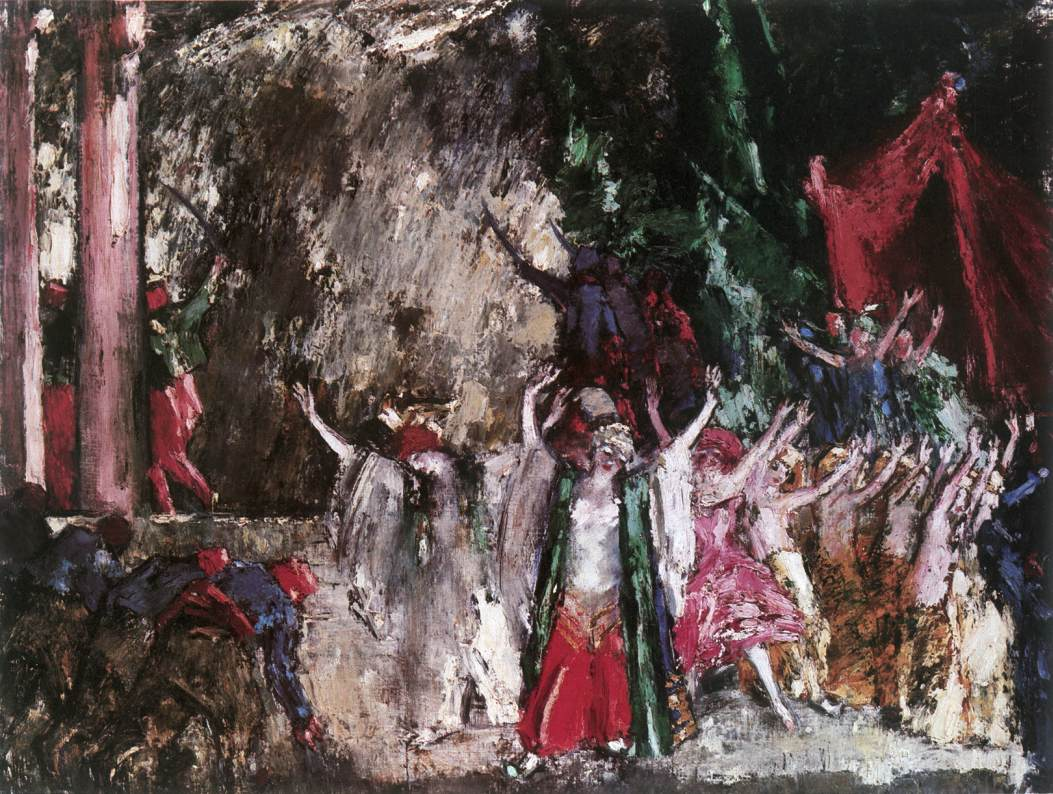
„Bühnenszene Finale“ (ungar.:„Szinpadi jelenet Finálé“), Öl auf Leinwand 1923, Bestand Ungarische Nationalgalerie Budapest
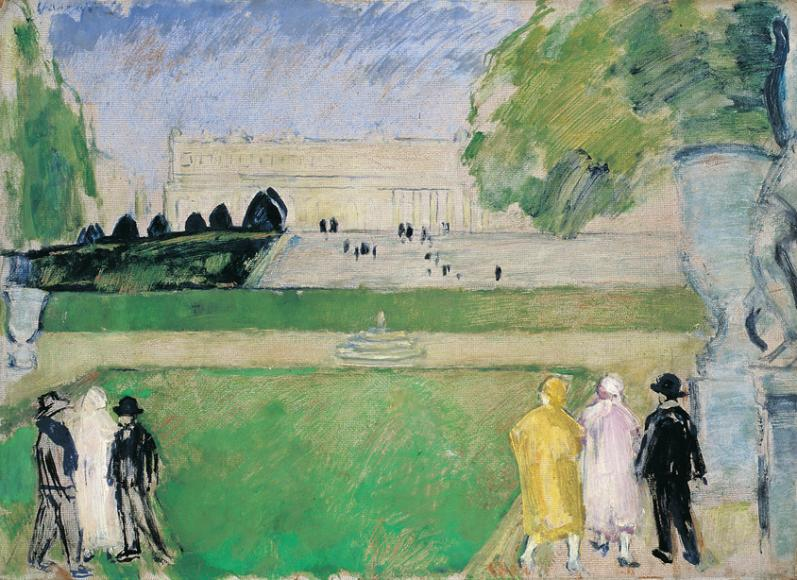
„Versailles“, Öl auf Karton 1925, Bestand Gábor Kovács Art Collection Budapest
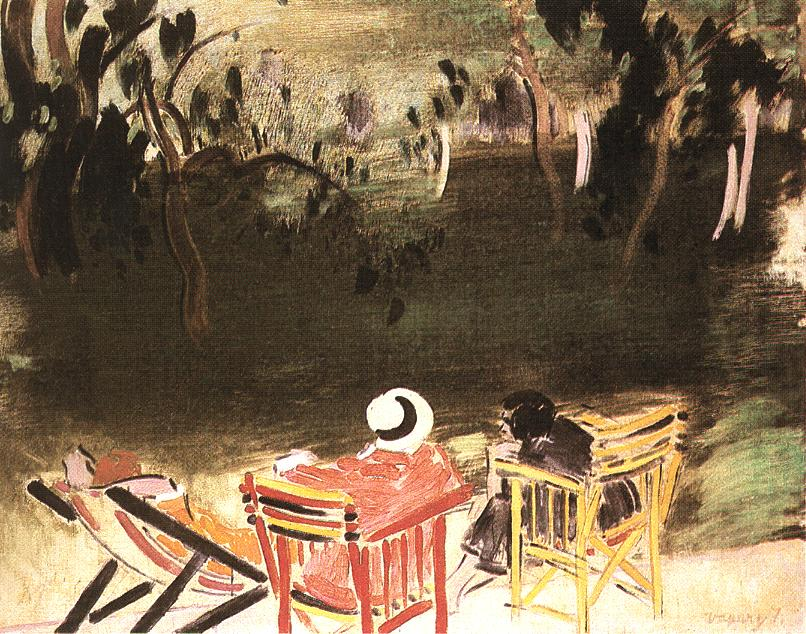
„Im Park“, Öl auf Leinwand 1928, Bestand Ungarische Nationalgalerie Budapest